# Anisotome flexuosa
Anisotome flexuosa är en flockblommig växtart som beskrevs av J.W.Dawson. Anisotome flexuosa ingår i släktet Anisotome och familjen flockblommiga växter. Inga underarter finns listade i Catalogue of Life.